# 高校デビュー
『高校デビュー』（こうこうデビュー）は、河原和音による日本の漫画作品。『別冊マーガレット』（集英社）2003年9月号から2008年8月号まで連載された。2011年時点で累計発行部数は640万部を記録している。2011年に映画化された。

## あらすじ
中学時代は部活一筋だった長嶋晴菜は、高校では彼氏を作って素敵な恋愛をしようと思い高校デビューをする。しかし、自分なりにモテようと努力をするものの一向に彼氏が出来る気配は無い。そんなときに同じ高校の先輩であり男ウケがわかる小宮山ヨウと出会い、彼を絶対に好きにならないことを条件に「モテコーチ」をしてもらうことになる。

## 登場人物
長嶋 晴菜（ながしま はるな）
本作品の主人公。5月5日生まれ。血液型O型（家族も全員O型）。中学時代は部活（ソフトボール部）に全てを注ぎ込んでいたが、もう1つの生きがいでもあった少女漫画の世界に憧れ、高校では恋愛に全てをかけることを決意する。しかし、今までソフトボールにしか関心が向かなかったため「男ウケ」が分からず、一人では限界があることに気づき、街で偶然出会った“男ウケをわかる人”、小宮山ヨウにモテをコーチしてもらうことになる。性格は極めて前向きで明るく、単純。何に対しても一生懸命。家では服をinする。
小宮山 ヨウ（こみやま ヨウ）
晴菜の上級生。8月23日生まれ。血液型O型。クールな雰囲気と整った顔立ちで、女子からの人気も高い。街に出るとすぐに逆ナンされたり、小学校でクラスの女子全員に告白されたり、バレンタインに清掃用のゴミ袋でチョコを持って帰るなど、とてもよくモテる。晴菜と出会ったころは中学時代に付き合っていた彼女が原因でモテにトラウマを感じていたが、晴菜と出会ったことによりトラウマを克服。初めは「好きになるな」という条件で晴菜のモテをコーチしていた。無愛想だが根はとても優しく、いつも自分を気遣ってくれる晴菜のことをとても大事に思っている。
高橋 真巳（たかはし まみ）
晴菜の同級生で親友。中学時代は晴菜と2人でソフトボールのバッテリーを組んでいた。晴菜のことをとても理解しており、よく面倒を見ている。現在彼氏は居ないが、中学時代に野球部の主将に告白された経験がある。彼氏がいないことを気遣って朝丘と付き合ってみてはどうかと晴菜に薦められた時期もあったが、本人は朝丘に対し恋愛感情は持っていないようである。修学旅行で自分も恋愛することを決意する。
小宮山 麻美（こみやま あさみ）
ヨウの妹。晴菜と同学年。本人曰く「魚座だから流されやすい」。ヨウと同じで顔立ちがよく、いつも異性を虜にしている。周りからは「あっさ」と呼ばれている。お兄ちゃんっ子。自称：小悪魔だが、ヨウ曰く「悪魔」。
田村 史也（たむら ふみや）
ヨウの友達。誰に対してもとても優しく温厚だが物凄く鈍い。彼女である麻美によく振り回されている。女の子に手を上げる場面に遭遇すると、キレて手が付けられないほどの強さを発揮する。かつて“眠れる熊（スリーピング・ベア）”との異名をとったほどの実力の持ち主。足が遅い。
朝丘 唯（あさおか ゆい）
ヨウの友達。本誌には名前が出てこない状態が続いていたが、最終話の卒業式で呼び上げられ判明（小説にはローマ字で「YUI」と既出）。「朝丘」や「朝丘さん」と呼ばれている。穏和で誰に対しても優しい。素直になれないヨウに時折あきれつつも、2人の恋路をいつも見守っている。常に一枚上手の底知れなさ（晴菜談）を持つ。一時晴菜を好きになったことがある。足が速く、かなり長身。適当なアドバイスで晴菜を惑わすこともある。
松阪 麗央奈（まつざか れおな）
晴菜とは中学時代にソフトボールの試合をし、黒戸南中の四番ピッチャーだった。それ以降一度青森に引っ越したが、晴菜の居る高校に転校。三冠である晴菜をライバル視しているが、彼女の実力や努力はやや認めている。勝つためなら手段は選ばないようで、黒戸南中にいたころは彼女の黒い噂があった。
城宝 雅（じょうほう みやび）
ヨウと同じ予備校に通っていた女子生徒。小さいころから外見ばかりで判断され貶められてきた。特に、弟がとても可愛い容姿で生まれてきたために、同じ失敗でも弟は許されて自分は許されないことがたくさんあった。予備校で自分のことをちゃんと見てくれたヨウを好きになる。
城宝 諒飛（じょうほう あきと）
晴菜の高校の後輩で、雅の弟。雅があんな性格になったのは自分のせいだと思っている。姉には幸せになってほしいと思っている。泣いている晴菜を抱きしめるなど晴菜に好意を持っている。姉思い。
栗原 まこと（くりはら まこと）
ヨウの元彼女で、ヨウが女嫌いになった原因でもある。別れた後も未練タラタラでヨウに電話を何度も掛けていたが、晴菜の存在を知り諦める。ビーズなどが好き。可愛い。

## 書誌情報

### 単行本
- 河原和音 『高校デビュー』 集英社〈マーガレットコミックス〉、全15巻（14巻以降は遠恋編。）
  1. 2004年3月25日発売[2]、ISBN 4-08-847728-6
  2. 2004年7月23日発売[3]、ISBN 4-08-847765-0
  3. 2005年3月25日発売[4]、ISBN 4-08-847837-1
  4. 2005年5月25日発売[5]、ISBN 4-08-847858-4
  5. 2006年1月25日発売[6]、ISBN 4-08-846025-1
  6. 2006年4月25日発売[7]、ISBN 4-08-846051-0
  7. 2006年11月24日発売[8]、ISBN 4-08-846118-5
  8. 2007年3月23日発売[9]、ISBN 978-4-08-846156-4
  9. 2007年7月25日発売[10]、ISBN 978-4-08-846195-3
  10. 2007年12月25日発売[11]、ISBN 978-4-08-846249-3
  11. 2008年4月25日発売[12]、ISBN 978-4-08-846287-5
  12. 2008年8月25日発売[13]、ISBN 978-4-08-846325-4
  13. 2008年12月25日発売[14]、ISBN 978-4-08-846367-4
  14. 2011年3月25日発売[15]、ISBN 978-4-08-846634-7
  15. 2013年7月25日発売[16]、ISBN 978-4-08-845075-9

### 文庫本
- 河原和音 『高校デビュー』 集英社〈集英社文庫〉、全8巻
  1. 2012年3月16日発売[17]、ISBN 978-4-08-619342-9
  2. 2012年3月16日発売[18]、ISBN 978-4-08-619343-6
  3. 2012年4月18日発売[19]、ISBN 978-4-08-619344-3
  4. 2012年4月18日発売[20]、ISBN 978-4-08-619345-0
  5. 2012年5月18日発売[21]、ISBN 978-4-08-619346-7
  6. 2012年5月18日発売[22]、ISBN 978-4-08-619347-4
  7. 2012年6月15日発売[23]、ISBN 978-4-08-619348-1
  8. 2012年6月15日発売[24]、ISBN 978-4-08-619349-8

### 小説
- 原作:河原和音、著者:倉本由布 『高校デビュー』 集英社〈コバルト文庫〉、全6巻
  1. 2007年6月28日発売[25]、ISBN 978-4-08-601047-4
  2. 「好きになっちゃいけないひと!編」2007年8月1日発売[26]、ISBN 978-4-08-601060-3
  3. 「クリスマス大作戦!編」2007年11月1日発売[27]、ISBN 978-4-08-601097-9
  4. 「恋の相談にご用心!編」2007年12月26日発売[28]、ISBN 978-4-08-601120-4
  5. 「恋のトラブル、大量発生!?編」2008年4月1日発売[29]、ISBN 978-4-08-601154-9
  6. 「小説オリジナルストーリー 恋の告白されちゃいましたっ!?編」2008年9月2日発売[30]、ISBN 978-4-08-601212-6

### その他
- 河原和音 『高校デビュー』 集英社〈集英社ガールズリミックス〉、全2巻
  1. 「鬼コーチの“モテる女”指南編」2006年12月発売、ISBN 4-08-109317-2
  2. 「恋の行方は想定外!?編」2006年12月発売、ISBN 4-08-109325-3

## 映画
『高校デビュー』（High School Debut）は、アスミック・エース配給の2011年4月1日に公開された、英勉監督ら『ハンサム・スーツ』のスタッフが製作したラブコメディ映画。主演は溝端淳平、モデル出身の大野いとは女優デビュー作品となる。第3回沖縄国際映画祭長編プログラムLauh部門正式出品。
キャッチコピーは「おしえて、ワタシのモテコーチ!!」。
宣伝活動を支援してくれる応援し隊・小石台学園広報部を一般から募集。モバゲータウンではソーシャルゲーム「恋する 高校デビュー」を配信。特別鑑賞券第2弾では特典としてデコメキャラ『フリフリくん』オリジナルマスコット付。『別冊マーガレット』『増刊号別マSister』『Seventeen』各誌でも特集が組まれた。TOKYO FMのUstreamでは2011年3月28日より公開直前イベントが配信された。東日本大震災の影響で特別試写会やプレミア試写会は中止となったが、公開直前イベントでは特別試写会を中止した代わりに劇中で使用した衣装やグッズなどをチャリティーオークションを開催することが発表されている。
2011年4月1-3日の初日3日間で興収7,847万7,700円、動員は2万2,474人になり映画観客動員ランキング（興行通信社調べ）で初登場第11位となった。また、ぴあ初日満足度ランキング（ぴあ映画生活調べ）では第1位と高い支持を得ている。他方、主演の大野いとは第8回蛇いちご賞の最低新人賞を授与されている。

### ストーリー
中学時代はソフトボールに明け暮れていた熱血少女、長嶋晴菜。高校に入ったら恋愛しようと決意するもの半年経っても彼氏もできず、そんな彼女の前に現れたモテそうな先輩、小宮山ヨウが現れ彼にモテコーチをお願いする。熱意に根負けし「自分のことは絶対に好きにならない」ことを条件にモテコーチを引き受けたヨウは、親友や妹も巻き込みモテレッスンを始めることに。

### 出演
- 小宮山ヨウ（晴菜のモテコーチ） - 溝端淳平
- 長嶋晴菜（ヨウにモテコーチを依頼） - 大野いと
- 田村史也（ヨウの親友） - 菅田将暉
- 小宮山麻美（ヨウの妹） - 逢沢りな
- 朝丘唯（ヨウの親友） - 古川雄輝
- 高橋真巳（晴菜の中学ソフトボール部時代からの親友） - 宮澤佐江（AKB48）
- 松阪麗央奈（晴菜の中学ソフトボール部時代のライバル） - 増田有華（AKB48）
- 竹本（晴菜の中学ソフトボール部の後輩） - 池田依來沙
- 栗原まこと（ヨウの元彼女） - 岡本玲
- TSUKAXILE（伝説のストリートミュージシャン） - 塚地武雅（ドランクドラゴン）
- ヌク公&先生 - 温水洋一
- 街のアンケート係 - 今野浩喜（キングオブコメディ）
- 松阪麗央奈の一味 ミツコ - 長友光弘（響）
- 長嶋晴菜の天使と悪魔 - TKO
- 長嶋晴菜の妄想、長嶋晴菜の着メロ - デーブ・スペクター
- 喜多陽子、南羽翔平、秋月三佳、小手伸也、広村美つ美、小宮有紗、笹山純平、笹山哲平、橋本わかな、坂口りょう、米澤史織、横田翔、小野島徹、橋本マリエ、あいみ ほか

### スタッフ
- 原作 - 河原和音
- 監督 - 英勉
- 脚本 - 福田雄一
- 音楽 - 吉川慶、横山克
- アートディレクター - 小杉幸一
- 撮影 - 藤本信成
- 照明 - 尾崎智治
- 美術デザイナー - 佐久嶋依里
- DIT - 関口明
- 録音 - 室薗剛
- 編集 - 宮島竜治
- 助監督 - 北川博康
- 制作担当 - 星野友紀
- スタイリスト - 小泉美智子／百井豊
- ヘアメイク - 酒井啓介
- 装飾 - 夏苅枝里香
- 振付 - 振付稼業air:man
- EDロールアニメーション - 矢部徹
- スタジオ - 東映東京撮影所
- プロデューサー - 山田雅子
- プロダクションスーパーバイザー - 上原英和
- 企画・制作・配給 - アスミック・エース
- 製作 - 「高校デビュー」製作委員会（アスミック・エース、ハピネット、集英社、博報堂、博報堂DYメディアパートナーズ、ソニー・ミュージックエンタテインメント、KDDI、オゾンネットワーク、Yahoo! JAPAN）

### 主題歌
- 7!!（セブン・ウップス）「フォーリン・ラブ」

作詞・作曲 - KEITA、編曲 - 7!! & 鈴木俊介
着うたフルは2011年1月に配信。CDは4月13日に発売されている。2011年4月1日の先行配信からデイリーランキングで連日1位を記録し、『レコチョク テレビ/CM/映画・フル』週間ランキングで初登場1位となっている。

### 小説
- 監督:英 勉、脚本:福田 雄一、原作:河原 和音、著者:下川香苗 『映画ノベライズ 高校デビュー』 集英社、全1巻
  - 2011年3月25日発売[35]、ISBN 978-4-08-609074-2

### スピンオフドラマ
『高校デビュー 〜デビュー直前集中講座〜』は、ケータイ配信のLISMOドラマ!第23弾として配信のスピンオフドラマ。2011年3月4日から、各話約5分で全5話配信。第1話は2月17日に予告とともに先行無料配信された。第4話は東日本大震災のためLISMO Channelでは配信されず、LISMO Video Storeでの無料配信となった。
出演
- 小宮山ヨウ - 溝端淳平
- 長嶋晴菜 - 大野いと
- 田村史也 - 菅田将暉
- 小宮山麻美 - 逢沢りな
- 朝丘唯 - 古川雄輝
- 高橋真巳 - 宮澤佐江（AKB48）

スタッフ
- 監督・脚本 - 英勉
- 原作 - 河原和音(集英社/マーガレットコミックス刊)
- 製作 - 映画『高校デビュー』製作委員会

主題歌
- 7!!（セブン・ウップス）「フォーリン・ラブ」

### SNSゲーム
- 恋愛ソーシャルゲーム『高校デビュー』（2010年12月28日配信開始、モバゲータウン、サイバードホールディングス）現在はサービス終了

## ドラマCD
2005年6月10日発売。2940円（税込）

### 声の出演（ドラマCD）
- 長嶋晴菜：野田順子
- 小宮山ヨウ：緑川光
- 小宮山麻美：小松里賀
- 高橋真巳：大原さやか
- 田村史也：小西克幸
- 朝丘唯：笹沼晃

## モーションコミック
2013年12月9日より、J:COM オン デマンドやauビデオパスなどau/J:COMの動画配信サービスでモーションコミックが配信された。

### 声の出演（モーションコミック）
- 長嶋晴菜：西口杏里沙
- 小宮山ヨウ：浜添伸也
- 小宮山麻美：清華
- 高橋真巳：新出ななみ
- 田村史也：堀井茶渡
- 朝丘唯：村田太志